# Trifona Kulari-Ivanišević
Trifona Kulari-Ivanišević (1927. − Kotor, 10. rujna 2011.) (negdje kao Trifona Ivanišević-Kulari), operna pjevačica. Supruga poznatog crnogorskog pjevača narodne glazbe Božidara Ivaniševića.

## Životopis
Rodila se je 1927. godine kao Trifona Kulari. Njen je glasa otkrio ondašnji dirigent katedralnog zbora Sv. Tripuna Antun Homen, glazbena legenda Boke. Homen i materina upornosti dovode da Trifona Kulari je otišla u Zagreb. U Zagrebu je završila Muzičku akademiju.  Glas je školovala kod poznatih profesora glazbe Ivana Lhotke Kalinskog, Nade Pirnat i Lava Vrbanić. Već nakon tri godine postala je vokalna solistica Radio Zagreba. Uskoro je završila Muzičku akademiju i postala članicom Zagrebačke opere. 1957. se je godine preselila u Sarajevo zajedno sa suprugom Božidarom Ivaniševićem, pjevačem i skladateljem crnogorskih pjesama. U Sarajevskoj je operi ostvarila je brojne uloge. Nastupala i u drugim državama, posebice u Grčkoj i Egiptu. Istakla se je ulogama u operama Boemi, Aida, Zrinski, Faust. U Sarajevu često nastupala zajedno sa zemljakom Milivojem Bačanovićem, susjedom u istoj sarajevskoj četvrti (u sarajevskom naselju Marijin dvor), a dirigirao im je zemljak Miroslav Homen, u Aidi, Prodanoj nevjesti, Boemima, Cavaleriji, Rigolettu i inim kazališnim komadima.
Osim po opernom repertoaru, istakla se u narodnoj glazbi. Sa suprugom Božidarem snimila je četiri i danas izuzetno popularne bokeljske pjesme.
Nakon umirovljenja vratila se u rodnu Boku i nastanila u Prčanj. Ondje se ponovo vratila svojoj strasti koja ju je odvela u svijet, pjevanju u katedralnom zboru.
Umrla je u Kotoru u 84. godini. Pokopana je 10. rujna 2011. na Gradskom groblju u Škaljarima.

## Nagrade i priznanja
Dobitnica više međunarodnih nagrada i priznanja.